# Cmentarz wojenny nr 155 – Lichwin-Stadniczówka
Cmentarz wojenny nr 155 – Lichwin-Stadniczówka – austriacki cmentarz z I wojny światowej znajdujący się we wsi Chojnik w województwie małopolskim, w powiecie tarnowskim, w gminie Gromnik. Jest jednym z 400 zachodniogalicyjskich cmentarzy wojennych zbudowanych przez Oddział Grobów Wojennych C. i K. Komendantury Wojskowej w Krakowie. W VII okręgu tarnowskim cmentarzy tych jest 63.

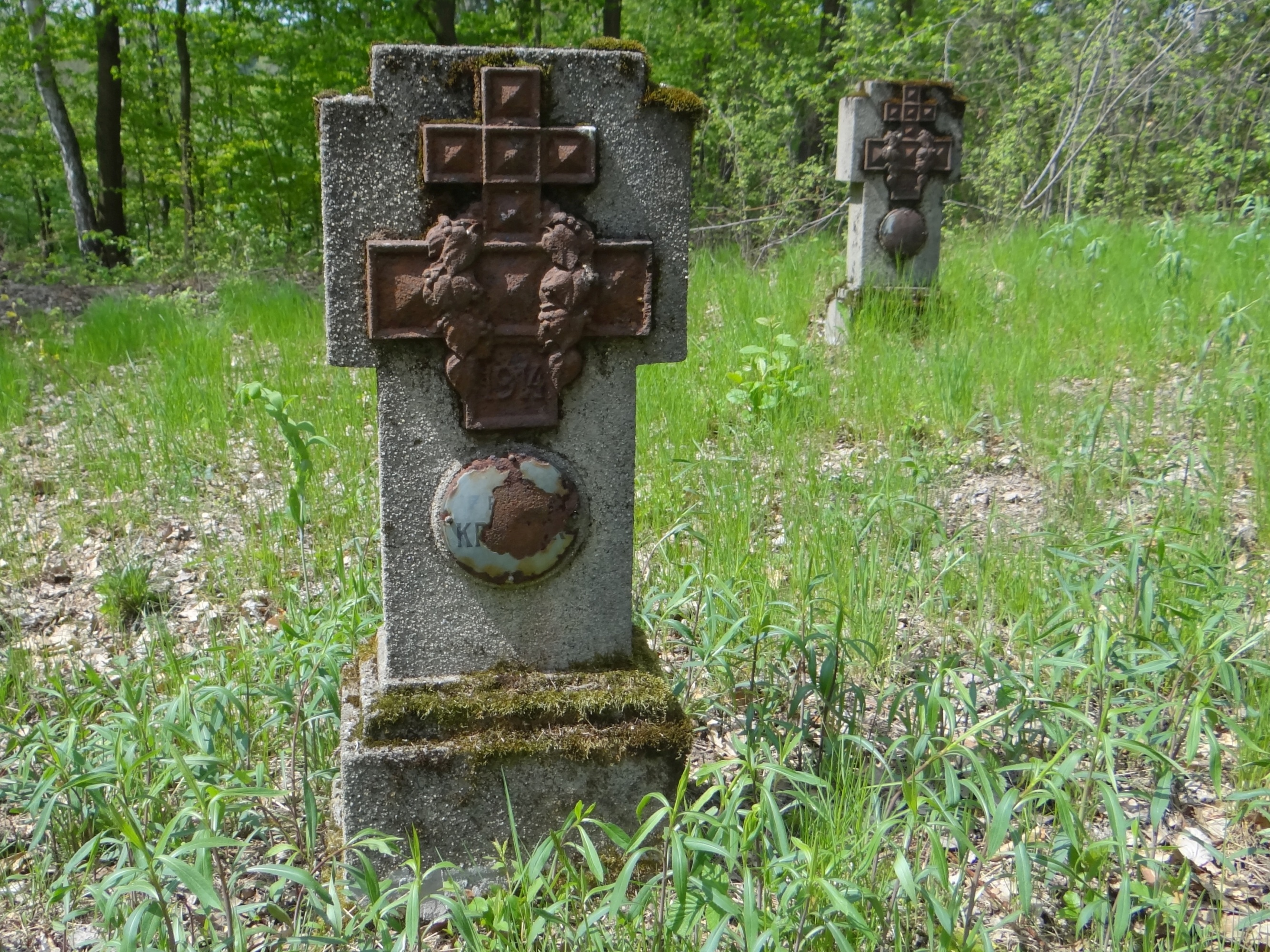
Oryginalny krzyż po oczyszczeniu

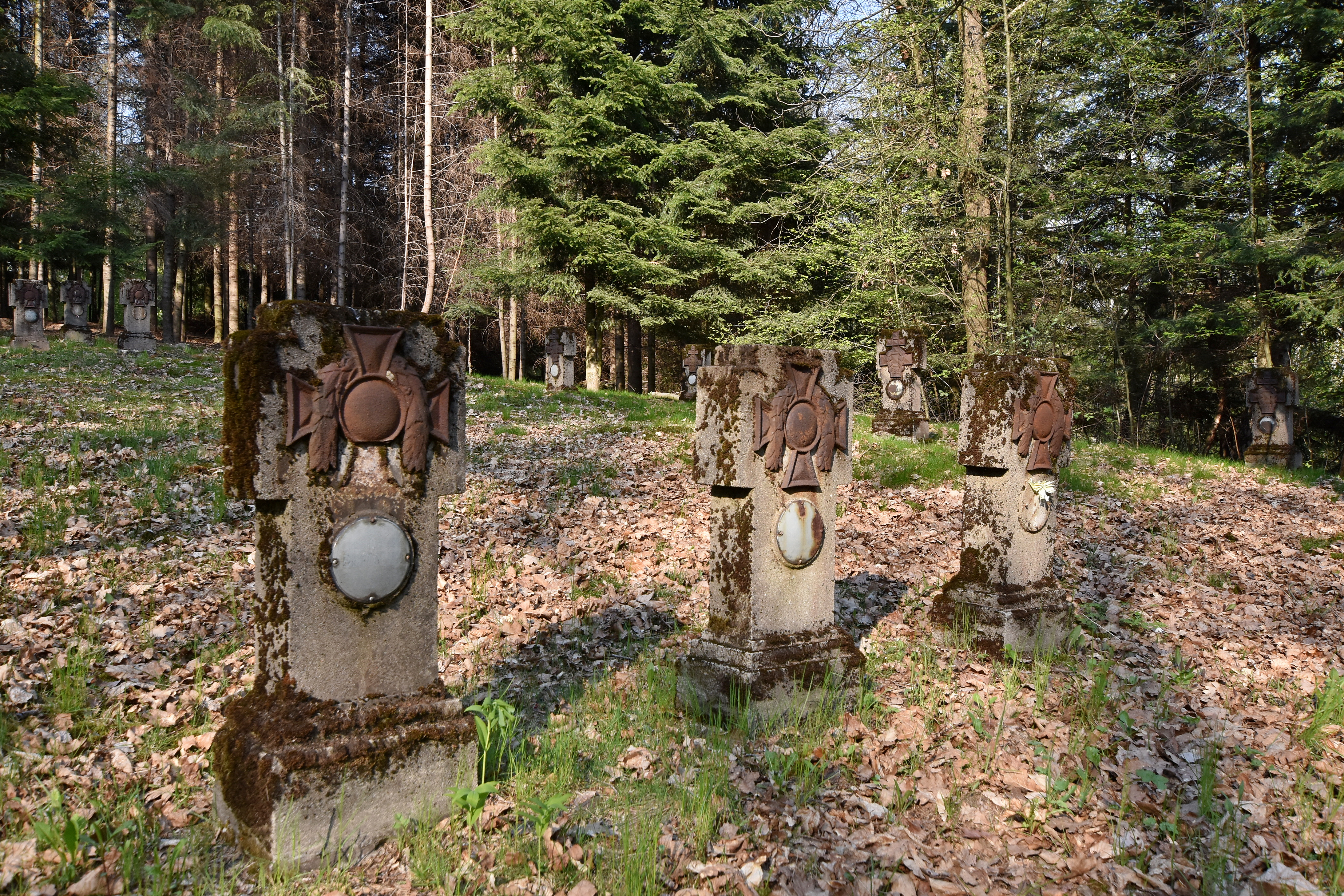

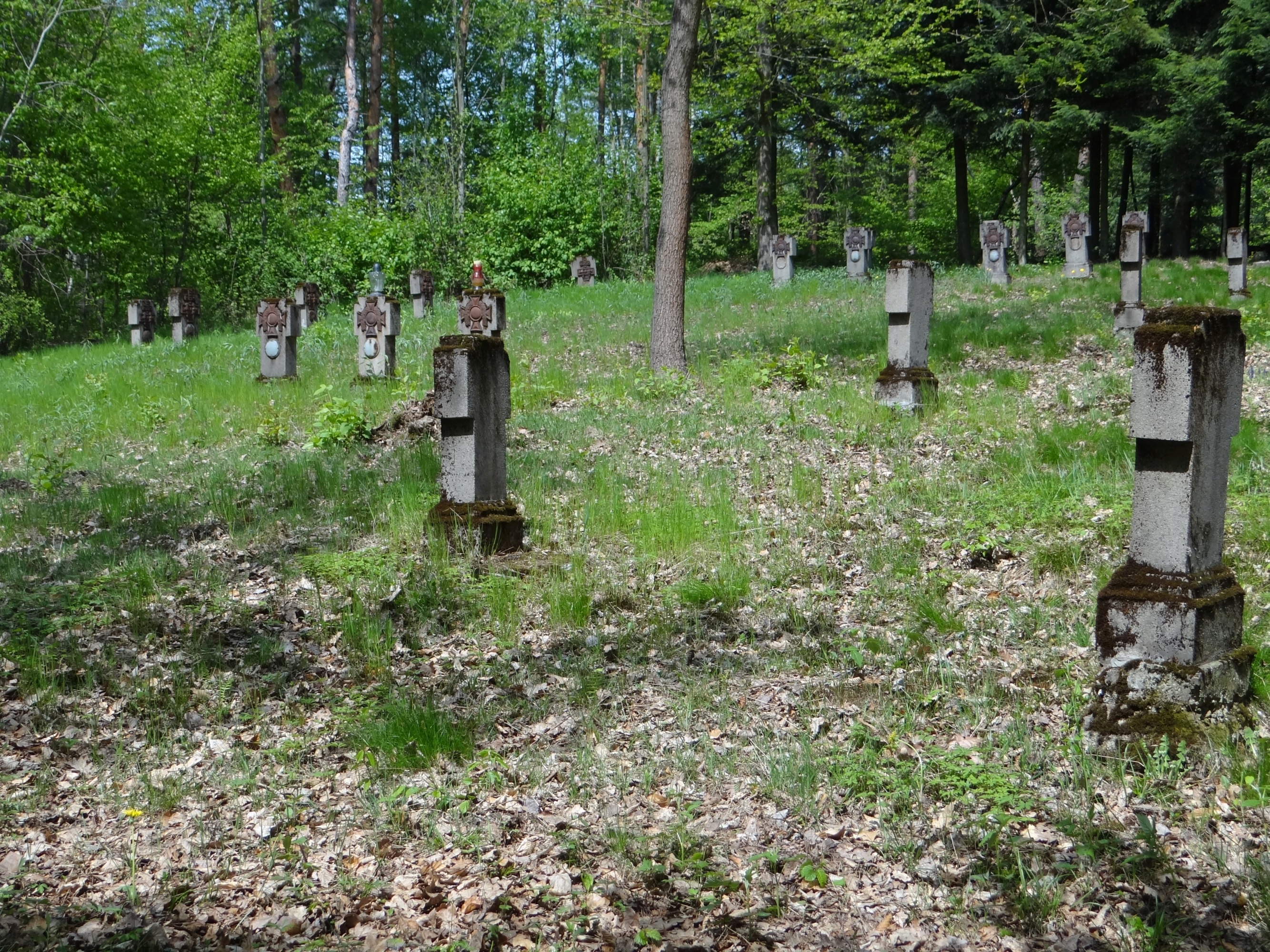

## Lokalizacja
Znajduje się w północnej części wsi Chojnik, opodal przysiółka Stadniczówka należącego do miejscowości Lichwin. Zlokalizowany jest w lesie i jest trudny do odszukania, gdyż znajduje się z dala od dróg i nie prowadzi do niego żaden znakowany szlak turystyczny. Dotrzeć w jego pobliże można wąską drogą asfaltową wychodzącą z Chojnika naprzeciwko przystanku PKP.

## Dzieje cmentarza
Zaprojektowany został prawdopodobnie przez Heinricha Scholza. W 2005 r. był najbardziej zniszczonym z wszystkich 400 zachodniogalicyjskich cmentarzy I wojny światowej. W całości zarośnięty był krzewami, samosiewkami drzew i kolczastymi jeżynami, przez które trudno było się przedrzeć. Z ogrodzenia ani bramy wejściowej nie zostało żadnego śladu. Całkowicie uległ zniszczeniu również centralny pomnik, którym były 3 drewniane krzyże. Zachowały się jednak w komplecie oryginalne krzyże z betonowymi cokołami. W większości były wywrócone, pokryte warstwą ziemi, próchnicy i mchów oraz  skorodowane, ale na niektórych z nich zachowały się jeszcze czytelne tabliczki z nazwiskami poległych.
Odnowienia cmentarza dokonali członkowie Stowarzyszenia Aktywnej Ochrony Cmentarzy z I Wojny Światowej w Galicji. Uzyskali od lokalnych władz zgodę na renowację i w październiku 2005 r. przystąpili do pracy. Oczyścili teren z zadrzewień, wyrównali go, na podstawie archiwalnej dokumentacji wyznaczyli granice cmentarza i ustawili zachowane krzyże zgodnie z zachowanym planem cmentarza. Po czyszczeniu krzyżów drucianymi szczotkami okazało się, że zachowały się w całkiem dobrym stanie. 1 listopada 2005 r. po raz pierwszy po długim okresie zapomnienia na cmentarzu tym młodzież szkolna zapaliła znicze.

## Polegli
W 20 grobach zbiorowych i 45 pojedynczych pochowano 148 żołnierzy, w tym 17 żołnierzy austro-węgierskich i 131 żołnierzy rosyjskich. Niektórzy polegli w dniach 28–30 grudnia 1914 roku, większość 2 maja 1915 roku. Zidentyfikowano tylko 13 żołnierzy. Znani z nazwiska żołnierze austro-węgierscy walczyli w II Pułku Strzelców Cesarskich oraz 31. pułku piechoty landszturmu. Żołnierze rosyjscy walczyli w 129. pułku kijowskim, 147. samarskim,  179. ust’-dźwińskim i 176. perewołczyńskim.